# Barinque
Barinque ist eine französische Gemeinde mit 584 Einwohnern (Stand 1. Januar 2022) im Département Pyrénées-Atlantiques in der Region Nouvelle-Aquitaine (vor 2016: Aquitanien). Die Gemeinde gehört zum Arrondissement Pau und zum Kanton Pays de Morlaàs et du Montanérès (bis 2015: Kanton Morlaàs).
Die Einwohner werden Barinquais oder Barinquaises genannt.
Der Name in der gascognischen Sprache lautet Barinco.

## Geographie
Barinque liegt ca. 20 km nördlich von Pau am östlichen Rand des Départements im Béarn in der Region Vic-Bilh auf einer Hochebene zwischen den Tälern des Luys und des Gabas.
Umgeben wird der Ort von den Nachbargemeinden:
|                  | Lasclaveries Sévignacq                      |                     |
| Saint-Armou Anos | Kompassrose, die auf Nachbargemeinden zeigt | Escoubès Riupeyrous |
|                  | Bernadets Higuères-Souye                    |                     |

Barinque liegt im Einzugsgebiet des Flusses Adour. Einer seiner Nebenflüsse, der Luy, fließt an der Grenze zu Saint-Armou und Anos. Die Souye mündet im Gemeindegebiet als rechter Nebenfluss in den Luy. Der Ruisseau de Cimpceü, ein Zufluss des Gabas, durchströmt ebenfalls das Gebiet der Kommune.

## Geschichte
Paul Raymond, Archivar und Historiker des 19. Jahrhunderts, notierte den Zensus im Jahre 1385. In Barinque wurden 15 Haushalte gezählt und vermerkt, dass die Siedlung in der Bailliage von Pau liege. Weitere Erwähnungen sind in der Folge als Barinco (Zensus, 1402), Barincquo (Reformation von Béarn, 1538), Barinquo (1542) und Barincou (Reformation von Béarn, 1676). Es gab ein Laienkloster in Barinque als Vasall vom Vicomte von Béarn.
Seit dem Mittelalter war Barinque Teil des Baronats von Navailles. Der erste namentlich bekannte Baron, Guilléu Arnaud, war im 12. Jahrhundert zugleich Lehnsherr von Barinque. Im 16. Jahrhundert gab es neben dem Baron von Navailles einen weiteren Lehnsherrn, François Navarro, Lehnsherr von Gayon. Im Jahre 1542 gaben die beiden Lehnsherren der Gemeinde 117 Arpents gegen eine jährliche Abgabe. Die Bewohner konnten sich somit weitgehend selbständig verwalten, allerdings unter der Kontrolle einer Garde und drei Magistraten. Mit dem Aufkommen der Reformation endete die relativ ruhige Zeit. Jeanne d’Albret, Königin von Navarra, wollte die Reformation in ganz Béarn erzwingen. Teile ihrer Bevölkerung widersetzten sich und griffen zu den Waffen. Nach dem Sieg der protestantischen Truppen im Jahre 1569 wurden alle Unterlegenen aufgefordert, zu konvertieren oder das Land zu verlassen unter dem Verlust aller ihrer Güter. Viele Bewohner von Barinque, unter ihnen die Familie des Lehnsherren, entschieden sich für die Auswanderung. Der französische König Ludwig XIII. vereinigte 1620 Frankreich mit dem Béarn und stellte für die katholische Kirche den Zustand vor der Verfolgung durch Jeanne d’Albret wieder her. Im 18. Jahrhundert warteten andere Plagen auf die Bevölkerung von Barinque und des ganzen Béarns. 1709 waren die Ernten so schlecht, dass eine Hungersnot ausbrach. 1775 verendete der gesamte Viehbestand, weil sich die Rinderpest ausgebreitet hatte. Ohne Vieh ließen sich die Felder nicht bestellen, was in dr Folge eine erneute Hungersnot auslöste.

### Einwohnerentwicklung
Nach dem Höhepunkt Mitte des 19. Jahrhunderts mit 653 Einwohnern ist die Zahl bis zu den 1960er Jahren um ca. 60 % zurückgegangen. Seitdem steigt sie wieder auf das Höchstniveau.
| Jahr      | 1962 | 1968 | 1975 | 1982 | 1990 | 1999 | 2006 | 2009 | 2022 |
| --------- | ---- | ---- | ---- | ---- | ---- | ---- | ---- | ---- | ---- |
| Einwohner | 261  | 257  | 269  | 370  | 470  | 489  | 552  | 583  | 584  |

## Sehenswürdigkeiten

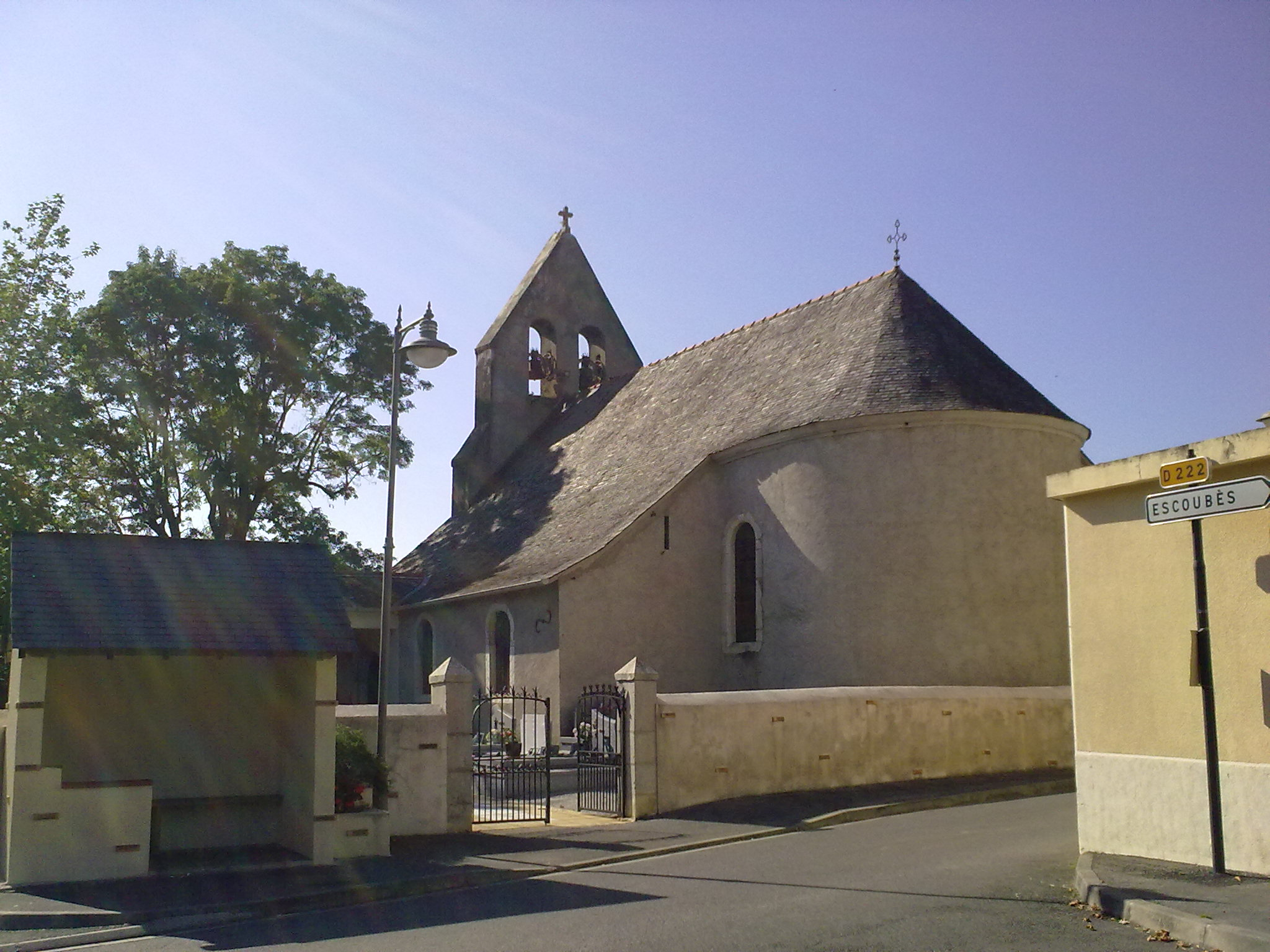
Pfarrkirche Saint-Barthélemy

- Pfarrkirche, gewidmet dem Apostel Bartholomäus. Die erste Errichtung der Kirche stammt aus der Zeit der Romanik, vermutlich im 12. Jahrhundert. Der einfache Grundriss bestand aus einem Kirchenschiff mit einem Abschluss an der Ostseite in Form einer runden Apsis. 1570 wurde auf der Nordseite ein Seitenschiff angefügt, um 1779 ein weiteres Seitenschiff auf der Südseite zusammen mit dem Eingang, dessen Schlussstein die Jahreszahl 1779 als Inschrift trägt. Im Innern gibt es neben den Glasfenstern, die den Chor verschönern, noch viele andere Gegenstände aus dem 17. bis 19. Jahrhundert, die als nationale Kulturgüter registriert sind.[9][10]

## Wirtschaft und Infrastruktur
Die Schwerpunkte der Wirtschaft liegen auf der Landwirtschaft und Dienstleistungen.

### Verkehr
Barinque wird durchquert von der Route départementale 222.